# ريناتو لونغو
ريناتو لونغو (بالإيطالية: Renato Longo)‏ مواليد 9 أغسطس 1937 في إيطاليا، هو دراج إيطالي سابق.

## روابط خارجية
- ريناتو لونغو على موقع أرشيف الدراجات (الإنجليزية)
- ريناتو لونغو على موقع إحصائيات الدراجات الإحترافية (الإنجليزية)
- ريناتو لونغو على موقع CycleBase (الإنجليزية)